# Shin Ai
Shin Ai (яп. 深愛 Син ай) — девятнадцатый сингл японской певицы и сэйю Наны Мидзуки, выпущенный 21 января 2009 года на лейбле King Records.
Shin Ai поднялся до второго места японского национального чарта Oricon. На февраль 2009 года, было продано 42,630 копий сингла.

## Список композиций
1. 深愛 [син ай] — 4:56
  - Слова: Нана Мидзуки
  - Музыка: Нориясу Агэмацу (Elements Garden)
  - Аранжировка: Хитоси Фудзима (Elements Garden)
  - Открывающая тема аниме White Album
2. PRIDE OF GLORY — 4:41
  - Слова: Hibiki
  - Музыка и аранжировка: Мики Ватабэ
  - Закрывающая тема радиошоу Radio De Culture в январе.
3. 午前0時のBaby Doll [годзен рэи-дзи но Baby Doll] — 4:21
  - Слова: Sayuri
  - Музыка: Ёхэй Сугита
  - Аранжировка: Nishi-ken
  - Закрывающая тема радиошоу Gold Rush ~Nana Mizuki’s M world~[2]

## Чарты
| Чарты                        | Место | Продажи | Время в чарте |
| ---------------------------- | ----- | ------- | ------------- |
| Oricon Daily Singles         | #1    |         |               |
| Oricon Weekly Singles        | #2    | 42,630  |               |
| Oricon Monthly Singles Chart | #9    | 55,671  | 5 недель      |
| Oricon Yearly Singles Chart  | #95   |         |               |